# Le Livre magique
Pour plus de détails, voir Fiche technique et Distribution.
Le Livre magique est un film français de court métrage réalisé par Georges Méliès, sorti en 1900, au début du cinéma muet. Il dure près de trois minutes.

## Synopsis
Un magicien présente au spectateur livre à hauteur d'hommes et transforme des dessins de personnages en figures réelles : un Polichinelle, un Arlequin, un Pierrot, une Colombine et Pantalon, qu'il remet par la suite chacun sur une page du livre, bien que le Pierrot soit récalcitrant à y revenir.

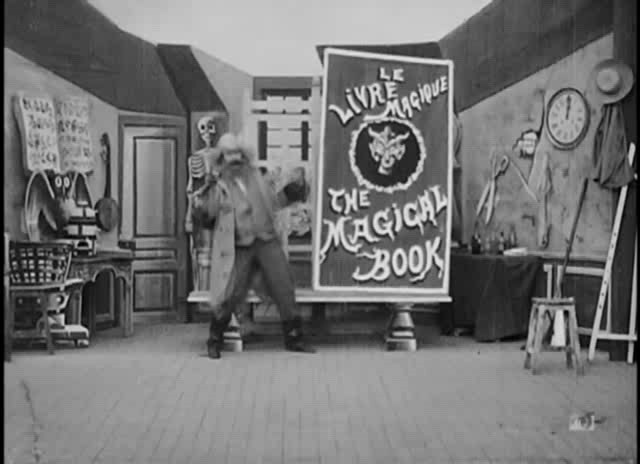
Photogramme issu du film

## Fiche technique
Source IMDb
- Titre :  Le Livre magique (The Magical Book dans sa version britannique, The Magic Book dans sa version américaine)
- Réalisation : Georges Méliès
- Pays d'origine : France
- Format : Noir et blanc - muet
- Genre : Fantastique
- Métrage :
- Durée : 2 minutes et 38 secondes
- Société de production : Star Film
- Sortie : France : 1900

## Distribution
Source IMDb
- Georges Méliès : le magicien